# Lionel Ozanne
Lionel Ozanne est un athlète français, né à Argenteuil le 4 juillet 1970, adepte de la course d'ultrafond et champion de France des 24 heures en 2013. Il est également vice-champion de France des 100 km en 2012, dans sa catégorie d'âge.

## Biographie
Lionel Ozanne est champion de France des 24 heures de Grenoble en 2013,. Il est également vice-champion de France des 100 km de Belvès en 2012, dans sa catégorie d'âge,,.

## Records personnels
Statistiques de Lionel Ozanne d'après la Fédération française d'athlétisme (FFA) et la Deutsche Ultramarathon-Vereinigung (DUV) :
- 3 000 m : 9 min 50 s 18 en 2010
- 5 000 m : 17 min 2 s 02 en 2012
- 10 km route : 34 min 15 s  en 2011
- 15 km route : 55 min 15 s  en 2009
- Semi-marathon : 1 h 16 min 41 s  en 2001
- Marathon : 2 h 43 min 16 s au marathon de Toulouse en 2012[8]
- 50 km route : 3 h 20 min 31 s aux 50 km du Périgord Noir à Belvès en 2013
- 100 km route : 7 h 18 min 9 s aux 100 km de Vendée en 2013[9]
- 6 heures route : 75,763 km aux 6 h de Villenave-d'Ornon en 2013
- 12 heures route : 78,850 km aux 24 h d'Albi  en 2014 (12 h split)
- 24 heures route : 255,872 km au championnat de France des 24 h de Grenoble en 2013